# Quinta Categoria
Quinta Categoria foi um programa de televisão que começou a ser exibido em 2008 pela MTV. O programa era dividido em vários jogos inteiramente feitos de improviso, todos com temas sugeridos pela platéia. Originalmente foi apresentado por Marcos Mion e Cazé Peçanha, trazendo a presença de Dani Calabresa, Guilherme Santana, Madame Mim, Mister Ludico e, posteriormente, os integrantes Cia. Barbixas de Humor. Em 2010, com a saída do elenco para outros projetos, passaram a apresentar o programa Paulinho Serra, Rodrigo Capella e Tatá Werneck. O programa era dirigido e escrito por Ivan von Simson. Tinha na equipe de produção William Alencar e Marcelo Pizante. 

## Enredo
No início, o programa teve o comando de Marcos Mion, trazendo também no elenco Cazé Peçanha, Dani Calabresa, Guilherme Santana e Mister Ludicoo. O programa era uma espécie de show de calouros. Em 2009 foi reformulado, passando a ser baseado no programa britânico Whose Line Is It Anyway?. Exceto Mion, os demais do elenco retirados e inseridos no lugar os integrantes Cia. Barbixas de Humor, Anderson Bizzocchi, Daniel Nascimento e Elidio Sanna. 
Em 2010 o programa alterou seu elenco, novamente, pois Marcos Mion mudou de emissora e foi para a Record e os "Barbixas" foram para a Band. As duas últimas temporadas foram apresentadas por Paulinho Serra, Rodrigo Capella e Tatá Werneck (Todos do grupo teatral "Deznecessários"). O programa saiu do ar no final de 2011. Em 28 de Outubro de 2012, Tatá Werneck confirmou através de seu twitter oficial que o programa voltaria para mais uma temporada na MTV Brasil em 2013

## Elenco
| Ator/Atriz             | Temporadas | Temporadas | Temporadas | Temporadas |
| Ator/Atriz             | 1ª (2008)  | 2ª (2009)  | 3ª (2010)  | 4ª (2011)  |
| ---------------------- | ---------- | ---------- | ---------- | ---------- |
| Marcos Mion            |            |            |            |            |
| Mionzinho              |            |            |            |            |
| Dani Calabresa         |            |            |            |            |
| Cazé Peçanha           |            |            |            |            |
| Guilherme Santana      |            |            |            |            |
| Madame Mim             |            |            |            |            |
| Mister Lúdico          |            |            |            |            |
| Cia. Barbixas de Humor |            |            |            |            |
| Paulinho Serra         |            |            |            |            |
| Rodrigo Capella        |            |            |            |            |
| Tatá Werneck           |            |            |            |            |

## Jogos
No programa são realizadas várias provas de improviso que são referidas como "jogos". Os mais comuns são:

### Frases
É um jogo no qual aparecerá uma frase num telão e os jogadores terão que improvisar, encenando a primeira coisa que lhes vier à cabeça, desde que seja relacionada ao tema que está no telão;

### Perguntas
A platéia escolha um tema ou uma frase e  dois jogadores fazem um dialogo de perguntas,se um dos dois jogadores responder a pergunta o jogador é substituído por outro de seus companheiros.

### Letras
A platéria escolhe um tema e 3 jogadores improvisam a cena conversando e devem incluir letras de música nas falas.

### Filmes
A platéia escolhe um tema e 3 jogadores improvisam a cena convernsando e devem incluir títulos de filmes nas falas.

### Senhor do Tempo
Neste jogo, os três jogadores fazem o cena com tema escolhido pela plateia ,enquanto um que faz o papel de senhor do tempo vai mudando os momentos da cena podendo ir para o passado e para o futuro : Ex: 40 minutos depois, 2 dias antes.

### Roubando a fala
Dois jogadores de um lado e os outros dois de outro, a plateia sugere temas/lugares diferentes para cada dupla. Então eles fazem uma cena improvisada e, quando tocar a buzina, os jogadores que estão em cena param e os outros dois recomeçam usando a última fala da outra dupla.

### Refazendo a Cena
Todos jogam, porém enquanto dois jogadores improvisam uma cena sugerida pela platéia, outros dois assistem com fones de ouvidos tocando musica alta, quando terminarem a cena os jogadores que tavam com fones devem refazer tudo que viram, mas não ouviram 

### Mentira
Três dos jogadores fazem uma cena com o tema sugerido pela plateia e o outro ator os "atrapalha" dizendo "mentira" quando ele quiser que a pessoa mude a última coisa feita ou falada. Foi eleito o melhor jogo de 2009 no especial de ano novo.

### Competição de Quinta
Nesse jogo, dois jogadores estão trabalhando em alguma profissão mas que na verdade eles estão competindo para ver quem é o melhor. Os outros, dois ficam narrando a disputa como se fosse uma final de campeonato.

### Dublês
Dois jogadores fazem uma cena de um filme de ação ou algo parecido; quando a cena ficar perigosa, eles "chamam os dublês", que são os outros dois jogadores e depois volta a cena ao normal, com os dois primeiros jogadores.

### Propaganda surpresa
Deve-se fazer uma propaganda de 30 segundos sobre um produto, sendo que o jogador é surpreendido com as mais bizarras coisas a serem propagandeadas.

### Troca de Posições
Três jogadores improvisam em uma cena na qual um precisa estar de pé, outro sentado e o terceiro deitado. Precisam sempre trocar de posições e ter um motivo na história para isso, os atores precisam sempre ter as 3 posições !

### Troca de Personagem
2 jogadores improvisam cena com dois personagens sugeridos pela platéia, sempre que a campainha tocar eles precisam trocar com outro o personagem que estão interpretando

### Troca de Idioma
2 jogadores improvisam uma cena com tema sugerido pela platéia. Sempre que  a campainha tocar eles trocam o idioma que estam conversando, o idioma é sugerido pela platéia antes do jogo começar.

### Vogal
2 jogadores improvisam uma cena com tema sugerido pela platéia. Um só pode falar sempre com vogais e o outro normal, sempre que a campainha tocar eles trocam quem fala vogais e quem fala normal.

### Candidatos
Os jogadores têm que conquistar uma vaga de emprego com objetos dentro de uma caixa.

### Homem objeto de cena
Enquanto dois jogadores fazem a cena, de acordo com o tema dado pela plateia, outros dois se fazem de algum objeto presente na cena. A dupla atuandi sempre comenta o objeto que estão vendo enquanto os outros dois improvisam o objeto citado.

### Correspondente Cego
2 jogadores são ancora de jornal e 1 jogador é um repórter correspondente. Os ancoras sabem onde o repórter está mas ele não e precisam fazer perguntas com dicas para o correspondente adivinhar onde está.

### Escritor
um jogador é selecionado como escritor ou narrador de história, os atores precisam seguir o que o escritor está narrando.

### Cena com Falas sorteadas
Dois jogadores improvisam a cena, de acordo com o tema dado pela plateia, e ao decorrer da cena eles têm que sortear falas que os espectadores escreveram antes do programa começar, mudando o rumo da cena.

### Jogo do ABC
Números de jogadores e situação são determinados pela produção.Os jogadores fazem uma cena que cada um tem que começar sua frase com uma letra do alfabeto.

### Se é que você me entende
3 jogadores com tema sugerido pela platéia improvisam cena sempre tentando por algum duplo sentido nas frases e terminando com a frase "se é que você me entende"

### Cena em Segundos
A platéia suegre um tema para 3 jogadores improvisarem uma cena, depois os jogadores precisam repetir a mesma cena em 30 segundos, depois 15 e por ultimo 5 segundos. Sempre seguindo as instruções do telão.

### Super Heróis de Quinta
Um super herói é sugerido pela plateia e também um problema a ser resolvido; depois, o jogador que está em cena deve pensar em algum super herói para o próximo jogador e assim sucessivamente. O jogo acaba quando o problema é resolvido ou quando todos saem de cena.

### Restaurante de Quinta
1 jogador é frêgues num restaurante, outros 3 jogadores são garçons e cada garçon abri um envelope com um personagem, o freguês porecisa descobrir que personagem eles são, personagnes quer dizer que pode ser uma ocupação com algum adjetivo

### Entrevista ao contrário
O próprio nome já diz: é literalmente uma entrevista ao contrário. Neste jogo, será feito um talk show que não existe; um jogador fará o apresentador deste talk show e o segundo fará o entrevistado, que terá uma profissão ou ocupação escolhida pela plateia. Após isso feito, eles começam a entrevista mas com os agradecimentos finais ou a chamada para os comerciais e termina com os bastidores do programa. Além disso, o entrevistador terá de se basear na resposta do entrevistado para formular uma pergunta rapidamente, o que prova que esse jogo é um grande teste para o cérebro.

### Tradução Simultânea
Neste jogo, os quatro jogadores jogam, sendo que dois deles farão um filme que não existe e com um idioma incomum, como aramaico ou srilanquês, sugerido pela plateia. O título do filme também será sugerido pela plateia. Enquanto o filme acontece, os outros dois jogadores farão a tradução simultânea desse filme, de forma bem humorada.

### Objetos
Cada dupla recebe uma caixa com vários objetos que eles não sabem o que são. Então os jogadores devem pensar em outras utilidades para eles.

### Terapia de Casal
3 jogadores jogam, 2 são um casal de obejtos inanimados como pão e ovo ou guitarra e bateria. 1 jogador é o terapeuta tentando fazer o casal se resolver.

### Coletiva de imprensa
Neste jogo, um dos jogadores fará uma coletiva de imprensa, só que ele não sabe quem ele é, qual seu feito ou anúncio e onde está e terá que descobrir isso através das perguntas que os outros três jogadores do programa fizerem.

### Novela de Quinta
Dois jogadores fazem uma cena com o tema sugerido pela plateia, alguns produtos são espalhados no cenário pela produção e, durante a cena, eles devem "vender" esses produtos. Foi eleito como o 8º melhor jogo de 2009 no Especial de Ano Novo do Quinta Categoria.

### Cena em Funk
Tema sugerido pela platéia, 2 jogadores improvisam cena cantando em funk

### Paçoca
Todos jogam, o jogador que fazer a platéia rir coloca uma paçoca na boca e continua a cena como se nada tivesse acontecido.

### Dupla personalidade
Nesse jogo, uma dupla faz a cena, mas quando a outra dupla bater palmas, eles trocam de lugar e tem que modificar a cena; essa outra dupla são os "gêmeos maus" da primeira. Depois disso, eles batem palmas de novo e a primeira dupla volta à cena e tenta "consertá-la".

### Musical de Quinta
Dois jogadores fazem a cena, cujo título é sugerido pela plateia. Quando tocar a campainha, eles devem improvisar a letra com a música que vai tocar.

### Caixa de Palavras
Uma dupla faz a cena cujo título é sugerido pela plateia, enquanto a outra sorteia palavras de uma "urna" (que na verdade é uma gaveta de plástico), que a primeira dupla deve falar durante a cena.

### Dublagem
Uma dupla por vez, nesse jogo os jogadores tem que dublar um filme surpresa

### Serenata de Quinta
Todos jogam, 1 pessoa da platéia é escolhida e com base nas informações dessa pessoa (como trabalho, o que faz no lazer, o que gosta de consumir, etc.) um serenata é feita, improvisada claro!

### Trilha Sonora
Dois jogadores improvisam a cena, enquanto uma música está tocando. O que vai  mudar o rumo da cena é o ritmo da música que se modificará e os jogadores devem mudar o clima da cena conforme o ritmo.

### Desafio final
Feita sempre no último bloco de cada programa, um convidado especial ou a própria produção diz um desafio para eles fazerem. Muda a cada programa, caso este desafio se mostre adequado ao programa, ele passa a fazer parte dos jogos.

### Transforma
Nesse jogo dois começam,o jogador de fora quando diz:Transforma,congela-se a cena;e o outro jogador tem que aproveitar a expressão do outro jogador.

### Gênero
3 jogadores improvisam uma cena de filme sugerido pela platéia, de tempos em tempos o quarto jogador congela a cena e pega um gênero de filme com a platéia e a cena continua no novo gênero

### Toque Sonoro
Nesse jogo os jogadores deverão fazer uma cena sugerida pela plateia, três dos jogadores só poderão falar se estiverem encostados no jogador escolhido.

### Palavra Gatilho
Todos jogam, cada jogador tem uma palavra-chave pendurada no pescoço, sempre que alguém falar a palavra na cena que corresponde a palavra de algum jogador eles precisam fazer alguma ação que foi pré definida antes da cena começar, por exemplo se um jogador tem a palavra cachorro no pescoço e a ação de dança, sempre que alguém falar "cachorro" ele deve começar a dançar. As palavras são escolhidas pela produção para os jogadores pegarem na sorte, as ações de cada jogador é decidio pela platéia.

### Pilar
Dois jogadores devem improvisar uma cena com um tema sugerido pela plateia. Duas pessoas da plateia são convidadas a assistir esses jogadores completando a cena com qualquer coisa que lhes vier a cabeça, quando os jogadores pedirem. 

### Cena de duas cabeças
Todos jogam. Neste jogo, dois jogadores interpretam um personagem. Com um tema sugerido pela plateia, cada um só deve falar uma palavra e seu companheiro tenta completar com outra. Existe uma variação do jogo chamado Jornal de duas cabeças, é o mesmo jogo, porém dois jogadores são um âncora e outros dois são um reporter.

### Fala que eu te dublo
Uma dupla improvisa uma cena com o tema sugerido pela plateia, enquanto a outra dupla fará a voz de quem está encenando.

### Efeitos Sonoros
Uma dupla improvisa uma cena com o tema sugerido pela platéia, enquanto outra dupla fará efeitos sonoros de coisas que estão na cena imaginária

### Rima
Semelhante ao jogo das perguntas. Os jogadores devem conversar rimando com a fala de seu oponente. Se errar são substituídos pelos companheiros de dupla.